# 美国农业部

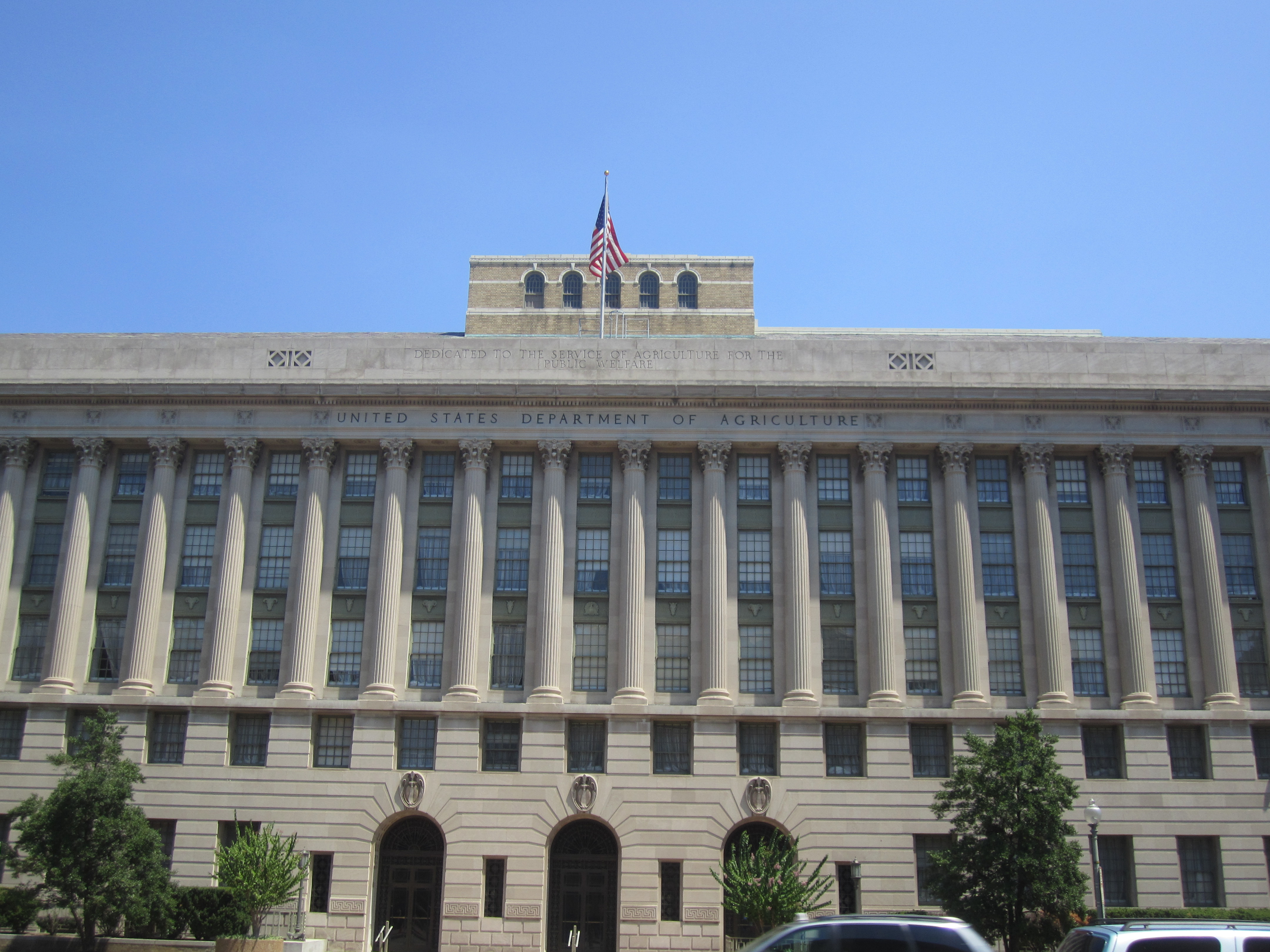
美国农业部总部大楼傑米·懷頓大樓。

美国农业部（英語：United States Department of Agriculture），是美国联邦政府的行政部门之一，負責執行有關農業、林業、農村經濟發展和糧食的行政事務。主旨在滿足農民和牧場主人的需求，促進農業貿易和生產，努力確保食品安全，保護自然資源，培育農村社區，並致力於消除美國和國際上的飢餓。该部通过对农业生产的支持，提高美国人民的生活品質。

## 沿革
农业部前身是1862年5月15日成立的联邦政府农业司，1889年1月15日改为內閣部會級別的农业部。1994年根据《农业部重组法》进行了重组。

## 职责
美国农业部职能包括：
- 向人民提供安全、有营养、可购买的食品；
- 保护农业、林业和牧业用地；
- 支持乡村社区的健康发展；
- 向乡村居民提供经济发展的机会；
- 为美国的农林业产品和服务开拓海外市场；
- 消除美国乃至世界的饥饿现象。

## 机构设置
美国农业部设农业部部长（Secretary，行政等级第一级）、常务副部长（Deputy Secretary，行政等级第二级）、副部长（Under Secretary，行政等级第三级）、助理部长（Assistant Secretary，行政等级第四级〔相当于司局长级〕）四级官员。其中，副职及司局级官员依分工分为负责运输和规章项目的助理部长、负责行政管理的助理部长、负责国会关系的助理部长、农业和海外农业服务副部长、负责食品、营养和消费者的副部长、负责自然资源和环境的副部长、负责研究、教育和经济的副部长、负责乡村发展的副部长。以及总顾问、督察长、首席财务官、首席情报官等。
所属机构
- 国立农业大学
- 比尔·艾默生人道主义信托（英语：Bill Emerson Humanitarian Trust）
- 国际事务办公室
- 农业情报办公室
- 营养团队（英语：Team Nutrition）
- 农业部应急管理办公室
- 安全办公室
- 农业部警察
- 粮食和农业委员会（英语：Food and Agriculture Councils）
- 食品供应管理协会（英语：Food and Agriculture Councils）
- 美国海外农业贸易系统（英语：Foreign Agricultural Trade System of the United States）
- 美国食品安全研究所（英语：Food Safety Institute of the Americas）
- 营养教育和培训项目（英语：Nutrition Education and Training Program）
- 国家自然资源保护基金会（英语：National Natural Resources Conservation Foundation）
- 国家农业研究、推广、教育和经济咨询委员会（英语：National Agricultural Research, Extension, Education, and Economics Advisory Board）
- 农业网络信息中心（英语：Agriculture Network Information Center）

农业和海外农业服务所屬機構
- 農場服務局（英语：Farm Service Agency）
  - 非保险援助项目（英语：Noninsured Assistance Program）
  - 商品信貸公司（英语：Commodity Credit Corporation）
- 風險管理局（英语：Risk Management Agency）
  - 聯邦農作物保險公司（英语：Federal Crop Insurance Corporation）
- 海外農業服務局（英语：Foreign Agricultural Service）[1]

乡村发展所屬機構
- 国家农村发展伙伴关系（英语：National Rural Development Partnership）
  - 乡村发展委员会（英语：National Rural Development Council）
- 農村商業合作社服務局（英语：Rural Business-Cooperative Service）
- 農村公營事業服務局（英语：Rural Utilities Service）
- 農村住房服務局（英语：Rural Housing Service）

对食品、营养和消费者服务副部长所屬機構
- 食物和營養局（英语：Food and Nutrition Service）
  - 国立学校午餐项目
    - 地方学校食品局（英语：Local School Food Authority）

  - 儿童和成人护理食品项目
- 營養政策和推廣中心（英语：Center for Nutrition Policy and Promotion）

食品安全所屬機構
- 食品安全檢查局

自然资源和环境所屬機構
- 美國森林局
- 自然資源保護局
- 执法和调查办公室

销售和监管项目副部长所屬機構
- 動植物衛生檢驗署[2]
  - 国家兽医服务实验室（英语：National Veterinary Services Laboratory）
- 農業運銷局（英语：Agricultural Marketing Service）[2]
- 穀物檢驗、包裝和牲畜圍場管理局（英语：Grain Inspection, Packers and Stockyards Administration）[2]

研究、教育和经济所屬機構
- 農業研究局
- 国家食品和农业研究所（英语：National Institute of Food and Agriculture）
- 經濟研究局（英语：Economic Research Service）
- 美國國家農業圖書館
- 國家農業統計局

管理和行政办公室
- 首席信息安全官办公室
- 首席财务官办公室
  - 国家财务中心（英语：National Finance Center）
- 首席科技官办公室
- 首席运营官办公室
- 总法律顾问办公室
- 首席信息官办公室
- 首席人力资源官员办公室
- 首席经济学家办公室
  - 世界农业展望委员会（英语：World Agricultural Outlook Board）
    - 联合农业天气设施（英语：Joint Agricultural Weather Facility）